# La Petite-Raon
La Petite-Raon är en kommun i departementet Vosges i regionen Grand Est (tidigare regionen Lorraine) i nordöstra Frankrike. Kommunen ligger i kantonen Senones som tillhör arrondissementet Saint-Dié-des-Vosges. År 2022 hade La Petite-Raon 737 invånare.

## Befolkningsutveckling
Antalet invånare i kommunen La Petite-Raon
| Referens: INSEE |